# Одубон (Њу Џерзи)
Одубон (енгл. Audubon) град је у америчкој савезној држави Њу Џерзи.

## Демографија
По попису из 2010. године број становника је 8.819, што је 363 (-4,0%) становника мање него 2000. године.
| Група             | 2000.         | 2010.         |
| Белци             | 8.850 (96,4%) | 8.231 (93,3%) |
| Афроамериканци    | 48 (0,5%)     | 127 (1,4%)    |
| Азијати           | 82 (0,9%)     | 100 (1,1%)    |
| Хиспаноамериканци | 139 (1,5%)    | 290 (3,3%)    |
| Укупно            | 9.182         | 8.819         |